# Jhabua
Jhabua é uma cidade e um município no distrito de Jhabua, no estado indiano de Madhya Pradesh.

## Geografia
Jhabua está localizada a 22° 46′ N, 74° 36′ L. Tem uma altitude média de 318 metros (1043 pés).

## Demografia
Segundo o censo de 2001, Jhabua tinha uma população de 30 577 habitantes. Os indivíduos do sexo masculino constituem 52% da população e os do sexo feminino 48%. Jhabua tem uma taxa de literacia de 75%, superior à média nacional de 59,5%: a literacia no sexo masculino é de 80% e no sexo feminino é de 69%. Em Jhabua, 14% da população está abaixo dos 6 anos de idade.